# Rhinonicteris aurantia
Rhinonicteris aurantia es una especie de murciélago de la familia Hipposideridae. Es endémica de Australia. Es la única especie del género Rhinonicteris.